# 大吻沙蛇鰻
巨吻蛇鰻（学名：Ophisurus macrorhynchos），又名大吻沙蛇鰻，為輻鰭魚綱鰻鱺目糯鰻亞目蛇鰻科的其中一種，分布於西太平洋區的日本、中國、韓國、台灣等海域，從潮間帶至1000公尺以下皆有分布。體長140公分，最大體長可逾2公尺。它棲息在底層水域，屬肉食性，可做為食用魚。